# Brundall
Brundall – wieś w Anglii, w hrabstwie Norfolk, w dystrykcie Broadland. Leży 10 km na wschód od Norwich i 164 km na północny wschód od Londynu.
Miejscowość liczy 3978 mieszkańców.
Położona jest na skraju obszaru chronionej przyrody The Broads.